# 樟楠蚜
樟楠蚜（学名：Aiceona actinodaphni）为短痣蚜科偽短痣蚜屬下的一个种。